# Laubert
Laubert är en kommun i departementet Lozère i regionen Occitanien i södra Frankrike. Kommunen ligger i kantonen Châteauneuf-de-Randon som tillhör arrondissementet Mende. År 2022 hade Laubert 102 invånare.

## Befolkningsutveckling
Antalet invånare i kommunen Laubert
| Referens: INSEE |